# Pauline Betz
Pour les articles homonymes, voir Betz.
Pauline May Betz épouse Addie (née le 6 août 1919 à Dayton, Ohio – décédée le 31 mai 2011 à Potomac) est une joueuse de tennis américaine des années 1940.
En seulement dix participations et sans jamais se rendre en Australie, elle a remporté cinq tournois du Grand Chelem en simple, atteignant en outre trois finales, soit l'un des tout meilleurs ratios de tous les temps.
Devenue professionnelle en 1947, elle a alors joué des matchs d'exhibition avec Sarah Palfrey Cooke puis différents galas jusqu'en 1962.
Elle est membre du International Tennis Hall of Fame depuis 1965.

## Parcours en Grand Chelem (partiel)
Si l’expression « Grand Chelem » désigne classiquement les quatre tournois les plus importants de l’histoire du tennis, elle n'est utilisée pour la première fois qu'en 1933, et n'acquiert la plénitude de son sens que peu à peu à partir des années 1950.